# Hněvotín
Hněvotín (en allemand : Nebotein) est une commune du district et de la région d'Olomouc, en République tchèque. Sa population s'élevait à 1 878 habitants en 2023.

## Géographie
Hněvotín se trouve à 6 km au sud-ouest d'Olomouc, à 83 km à l'ouest-sud-ouest d'Ostrava et à 205 km à l'est-sud-est de Prague.
La commune est limitée par Ústín au nord, par Olomouc au nord, à l'est et au sud-est, par Bystročice et Olšany u Prostějova au sud, et par Lutín à l'ouest.

## Histoire
La première mention écrite de la localité date de 1078.

## Transports
Par la route, Hněvotín se trouve à 8,7 km d'Olomouc et à 242 km de Prague.